# Pedro de Covillana
Pedro de Covillana o Pêro da Covilhã (Covillana, ¿1450? — Etiopía, ¿1530?) fue un diplomático y explorador portugués, conocido por haber realizado como comerciante un viaje por tierras árabes al servicio de Juan II de Portugal, de incógnito, que le sirvió para preparar los futuros viajes marítimos de los descubrimientos portugueses. Nunca regresó de ese viaje, aunque sí logró enviar sus informes, pasando el resto de sus días viviendo en Etiopía, entre los sucesores del mítico reino del Preste Juan.

## Biografía
Con casi 18 años, su desenvoltura cautivó a un español que estaba de visita para comprar tejidos en Covilllana, una pequeña ciudad del interior de Portugal que era la puerta de la Sierra de la Estrella y tierra de la industria de la lana, que le invitó a servir a su señor, D. Juan de Guzmán, hermano de Enrique Pérez de Guzmán y Meneses, duque de Medina Sidonia, uno de los nobles más respetados de Sevilla. Pedro aceptó la oferta y se fue a Sevilla donde se le asignó el papel de espadachín. Impresionado con la facilidad de Pedro de Covillana, don Juan le invitó a participar en las embarcaciones de su hermano el duque, también conocido como o Pirata Espanhol. Pedro rechazó la oferta y siguió al servicio de don Juan, a quien acompañó en 1474 a Lisboa a una entrevista con el rey Alfonso V de Portugal.
Alfonso V también simpatizó con Pedro por su dominio de las lenguas, especialmente de la lengua árabe, y logró que don Juan le cediese sus servicios, siendo así, a los 24 años, admitido como mozo de espuelas de Alfonso V. Poco tiempo después, el rey decidió ascenderlo a escudero, con derecho a armas y a caballo.
En 1476 acompañó al rey Alfonso en la batalla de Toro contra los Reyes Católicos, durante la guerra de Sucesión Castellana. Más tarde siguió de nuevo al rey Alfonso en su viaje a Francia a solicitar ayuda al rey Luis XI en la lucha por el trono de Castilla, una ayuda que fue rechazada.
Entretanto, en 1481, Alfonso V abdicó el trono en favor de su hijo Juan II. El nuevo rey asesinó por su propia mano en 1483 al duque de Braganza —tras interceptar unas cartas con la reina Isabel de Castilla en que se lamentaba de su situación y daba alientos a una conspiración—, y designó a Pêro para que investigase qué nobles conspiraban contra él. Pedro logró identificar a D. Diego, duque de Viseo, cuñado del rey, y a D. Garcia de Meneses, obispo de Évora. João II apuñaló y dio muerte con sus propias manos a su cuñado, a quien logró atraer a Palmela, en 1484; el obispo fue envenenado en prisión. Parece ser que para su investigación Pedro hizo un viaje a Sevilla, donde se habían refugiado numerosos portugueses partidarios de los Braganza.
El rey deseaba continuar la labor iniciada por el infante Enrique con los viajes de exploración y eligió de nuevo a Pedro de Covillana como embajador para que lograse suscribir tratados de paz y amistad con los bereberes del Magreb (como el rey de Fez y el rey de Tremecén), con los que acordó combinar esfuerzos con el Reino para emprender la odisea marítima.
Pêro da Covilhã entretanto logró ser nombrado escudero de la guardia real y se casó con Catarina, que en pocos meses quedó embarazada.

## Misión en Oriente

Este mapa muestra la ruta de los exploradores Pedro y Afonso de Paiva; el trazado verde indica el camino realizado en conjunto; el naranja, el camino seguido por el primero; el azul el recorrido por el segundo. También se muestra la ruta marítima a la India, recorrida pocos años más tarde por Vasco de Gama.

Más tarde, en 1487, el rey João II le envió, junto con Afonso de Paiva, en busca de noticias del reino mítico de Preste Juan y de la ruta a la India. Disfrazados de comerciantes y entrenados por cosmógrafos regios y por el rabino de Beja, partieron a caballo el 7 de mayo de Santarém (donde estaba la Corte), hacia la ciudad levantina de Valencia. Cruzaron el sur de la península ibérica hasta Barcelona, donde llegaron el 14 de junio. Desde allí un barco los llevó, en diez días, a Nápoles, y, de ahí a las islas griegas en otros diez días. Desembarcaron en la isla de Rodas, que pertenecía a la Orden de los Caballeros de San Juan de Jerusalén, reposando en casa de unos frailes portugueses.
Rodas era la última tierra cristiana que pisarían. Desde allí se dirigieron a Alejandría, en Egipto, ya tierra de infieles, donde adquirieron algunas mercaderías para hacer eficaz su disfraz de comerciantes. Pronto enfermaron con las llamadas fiebres del Nilo, estando ambos casi al borde de la muerte. El Naib, lugarteniente del Sultán, incautó sus mercancías, dándolos por muertos y sin descendencia; recuperados ambos, el Naib les restauró el valor de las mercancías. A partir de aquí trataron de seguir la ruta de las especias, pero en dirección contraria: partieron a caballo rumbo a la ciudad portuaria mediterránea de Rosetta y de allí, en barco, hasta El Cairo. Luego se unieron a una caravana que tras atravesar el desierto por la ribera oriental del mar Rojo, iba a cruzar a Arabia, hacia la ciudad de Adén, a las puertas del océano Índico. Pasaron por Suez, la ciudad de El Tor, el desierto de la península del Sinaí, y las importantes ciudades de Medina y La Meca, las ciudades santas del Islam, donde tuvieron que hacer penitencia y orar al profeta Mahoma para mantener el disfraz.
Llegaron a Adén en el año 1488, donde se separaron, quedando emplazados para reunirse nuevamente en El Cairo, cerca de la entrada a la ciudadela durante la tarde de uno de los primeros noventa días de 1491. Afonso de Paiva se dirigió a Etiopía en busca del Preste Juan y Pêro da Covilhã partió rumbo a la India.
Pedro llegó en noviembre de 1488 a la ciudad de Calicut, uno de los reinos más pequeños de la actual India. Allí conoció a un mercader que le habría explicado el recorrido de las especias —indicándole la existencia de la isla de Ceilán, de dónde venía la canela, y de Malasia, de donde llegaba la nuez moscada— y el importante papel que Calicut desempeñaba en todo el proceso: era allí donde afluían las especias, listas para embarcar hacia el mar Rojo (y finalmente para Venecia). Deseando conocer mejor la red comercial, Pedro visitó Cananor, Goa y Ormuz, en la costa de Malabar, confirmando que el movimiento comercial era de hecho inferior al de Calicut.
En diciembre de 1489 Pedro partió de Ormuz hacia la costa oriental de África. Visitó Malindi, Kilwa, Mozambique y, finalmente, Sofala, tomando nota de las factorías de los árabes que iba encontrando. Pedro registró que una vez doblado el extremo de África (después denominado cabo de las Tormentas), bastaba llegar a Sofala y Malindi para después lograr alcanzar fácilmente Calicut, ya en la India. Gracias a este informe se supone que Vasco da Gama decidió, en su pionera expedición marítima a la India en 1498, cruzar el océano Índico directamente rumbo a Calicut.
El 30 de enero de 1491, Pedro se dirigió a las puertas de la ciudadela de El Cairo, según lo acordado, y en lugar de a Afonso de Paiva, encontró al rabino Abraham (rabino de Beja) y a otro judío portugués, José de Lamego, que le informaron de que Afonso de Paiva había muerto a principios de ese mes de peste, sin ser capaz de contar sus viajes y aventuras; también le llevaron noticias del nacimiento de su propio hijo, que Catarina había bautizado Afonso, en honor del rey, y le pusieron al tanto de los hechos de Bartolomeu Dias, que había doblado el cabo de las Tormentas (ahora designado cabo de Buena Esperanza). Pero el rey João II le había pedido al rabino Abraham que fuese a confirmar la importancia de Ormuz, siguiendo los informes de José Lamego, que no sabía que la ciudad importante era Calicut, y no Ormuz.
Por ello, Pedro escribió un informe al rey, que sería entregado por José Lamego, y partió de nuevo hacia Ormuz con el rabino. Ahí Pedro de Covillana dejó al rabino y partió otra vez hacia Adén, para encontrar noticias del Preste Juan, ya que Afonso de Paiva no las había podido comunicar. Desde allí tomó un barco para el puerto de Zeila, más al sur, ya en la costa de Etiopía.

## En Etiopía
Rico y bien acogido por el emperador Alexandre, un descendiente del Preste Juan, Pêro constató que el mítico reino no era más que un pueblo pobre que trataba de evitar ser aplastado por sus vecinos musulmanes, y que no podría valer a Portugal de ninguna ayuda, sino que tendría que ser ayudado en caso de lucha contra los infieles. Fue impedido de seguir por Nahu, hermano y sucesor de Alexandre, que habría muerto de forma inesperada, y que alegaba la costumbre de no dejar salir del reino a los extranjeros. Recibió tierras del soberano y allí se afincó como señor feudal, casándose de nuevo y teniendo numerosa descendencia.
Con la muerte de Nahu en 1508, Pedro de Covillana fue mantenido como consejero real de la nueva reina Elena. Y por indicación suya la reina envió al embajador Mateus de Etiopía a Lisboa (1512-14), que solo logró regresar en 1520 acompañado por dos frailes portugueses (uno de ellos Francisco Álvares), y por quienes Pedro de Covillana sabría la muerte de D. João II, la ascensión de D. Manuel I, y los éxitos de Vasco de Gama y Pedro Alvares Cabral.
Recibió entretanto la visita de algunos otros portugueses a quienes dio noticias importantes, como en 1521, el embajador D. Rodrigo de Lima. El relato de sus viajes fue entregado al padre Francisco Álvares por el propio Pedro de Covillana, que tras regresar a Lisboa en 1526 o 1527, lo incorporó años más tarde en el relato de su propio viaje, Verdadeira Informação das Terras do Preste João das Índias, Segundo Vio e Escreveo ho Padre Alvarez Capellã del Rey Nosso Senhor, que fue editado en Lisboa en 1540.

## Cronología
- 1450 (?) - Año probable de nacimiento de Pedro de Covillana.
- 1468 (?) - Año probable en que, con 18 años, parte hacia Sevilla, dónde entra al servicio de D. Juan de Guzmán, hermano del duque de Medina Sidonia.
- 1474 - En compañía de D. Juan de Guzmán regresa a Portugal; Es admitido como mozo de espuelas de Afonso V de Portugal, que más tarde lo ascenderá a escudero con derecho de armas y caballo.
- 1476 - Acompañó a D. Alfonso V al Reino de Castilla, donde participa en la Batalla de Toro. A continuación, se dirigió a Francia en compañía del rey, a rogar, en vano, una ofensiva de Luis XI de Francia contra Isabel y Fernando, los Reyes Católicos de España.
- 1477 - D. Afonso V renunció a la corona en favor de D. João II, su hijo.
- 1481 - Fallecimiento de D. Afonso V.
- 1483 - D. João II desmonta una conspiración de la nobleza contra si; ejecución pública del duque de Bragança. Por orden de D. João II, Pedro de Covillana espió los movimientos de los fidalgos portugueses fugitivos en Castilla.
- 1484 - A puñaladas, D. João II mató al duque de Viseu, su cuñado; luego manda envenenar a otro conspirador, D. Garcia de Meneses, obispo de Évora.
- 1485 - D. João II envió a Pêro da Covilhã al Magreb para firmar tratados de paz y amistad con los soberanos de Fez y Tremecén; por tierra, D. João II manda a António de Lisboa y Pedro Montarroio en busca del Preste Juan; por desconocer la lengua árabe, los viajeros no podrán ir más allá de Tierra Santa.
- 1487 - Partida, por tierra, de Afonso de Paiva y Pedro de Covillana rumbo a Egipto, Etiopía e India; Bartolomeu Dias dobla el cabo de Buena Esperanza.
- 1488 - Los dos viajeros llegan a Aden y se separan; Afonso de Paiva va en busca del Preste Juan y Pêro da Covilhã se dirigió a la India.
- 1489 - Pedro de Covillana alcanza Sofala, en la costa oriental de África.
- 1491 - En El Cairo, Pêro da Covilhã se reencuentra con el rabino de Beja.
- 1494 - Pedro de Covillana en el reino del Preste Juan.
- 1508 - Pedro de Covillana es consejero de la reina Helena, que ocupó el trono del reino del Preste Juan.
- 1520 - Pedro de Covillana relata sus experiencias en el reino del Preste Juan al padre Francisco Álvares, que tomó notas.
- 1530 (?) - Año probable de la muerte de Pedro de Covillana.